# Trachurus aleevi
Trachurus aleevi is een straalvinnige vissensoort uit de familie van horsmakrelen (Carangidae). De wetenschappelijke naam van de soort is voor het eerst geldig gepubliceerd in 1984 door Rytov & Razumovskaya.